# Strangalia pectoralis
Strangalia pectoralis är en skalbaggsart som först beskrevs av Bates 1885.  Strangalia pectoralis ingår i släktet Strangalia och familjen långhorningar.
Artens utbredningsområde är:
- Belize.
- Guatemala.

Inga underarter finns listade i Catalogue of Life.